# Madeuplexia altitudinis
Madeuplexia altitudinis là một loài bướm đêm trong họ Noctuidae.